# Schiffskompass (Sternbild)
Der Schiffskompass (lateinisch Pyxis; kurz auch Kompass genannt) ist ein Sternbild des Südhimmels.

## Beschreibung
Der Schiffskompass ist ein unscheinbares Sternbild südlich der Wasserschlange (Hydra). Nur einer seiner Sterne ist heller als die 4. Größenklasse.
Durch den Schiffskompass zieht sich das Band der Milchstraße mit zwei offenen Sternhaufen.

## Geschichte
Das Sternbild wurde 1756 von dem französischen Astronomen Nicolas Louis de Lacaille eingeführt. Er positionierte es westlich des seinerzeit noch vollständigen antiken Sternbildes Argo Navis, das Schiff der Argonauten. 1763 teilte er das ausgedehnte Schiff in drei separate Konstellationen ein, das Achterdeck des Schiffs (Puppis), das Segel des Schiffs (Vela) und der Kiel des Schiffs (Carina).
Die zwischen Segel und Schiffskompass liegenden Sterne wurden früher als Mast (Malus) bezeichnet. Siehe dazu bei Schiff Argo.

## Himmelsobjekte

### Sterne
Das Sternbild enthält auf Grund seiner südlichen Lage keine Sterne mit Flamsteed-Bezeichner.
| B | Namen                     | Größe (mag) | Lj                    | Spektralklasse        |
| - | ------------------------- | ----------- | --------------------- | --------------------- |
| α | Alpha Pyxidis (HR 3468)   | 3,68        | 243 pc (793.78 Lj.)   | B1.5III               |
| β | Beta Pyxidis (HR 3438)    | 3,954       | 118 pc (385.54 Lj.)   | G5II/III spec.-binary |
| γ | Gamma Pyxidis (HR 3518)   | 4,01        | 64.46 pc (210.23 Lj.) | K2.5III               |
| κ | Kappa Pyxidis (HR 3628)   | 4,56        | 160 pc (522.77 Lj.)   | K4III binary          |
| λ | Lambda Pyxidis (HR 3733)  | 4,68        | 58.57 pc (191.04 Lj.) | G8.5IIIbFe-1          |
| θ | Theta Pyxidis (HR 3718)   | 4,72        | 196 pc (640.02 Lj.)   | M0.5IIIBa0.5          |
| ζ | Zeta Pyxidis (HR 3433)    | 4,872       | 72.13 pc (235.27 Lj.) | G6IIIbCN-0.5          |
| δ | Delta Pyxidis (HR 3556)   | 4,89        | 71.02 pc (231.63 Lj.) | A3IV                  |
|   | HR 3430                   | 5,17 (DS)   | 19.62 pc (63.99 Lj.)  | G3V / K0V             |
|   | HR 3512                   | 5,194       | 82.57 pc (269.31 Lj.) | G8III                 |
| η | Eta Pyxidis (HR 3420)     | 5,27        | 75.64 pc (246.72 Lj.) | A0V                   |
|   | HR 3367                   | 5,43        | 106 pc (345.14 Lj.)   | B9.5IV/V              |
|   | HR 3362                   | 5,588       | 333 pc (1086 Lj.)     | K3III                 |
| ε | Epsilon Pyxidis (HR 3644) | 5,593       | 65.75 pc (214.45 Lj.) | A4IV                  |
|   | HR 3479                   | 5,722       | 652 pc (2125 Lj.)     | B3III                 |
|   | XY Pyxidis (HR 3343)      | 5,73        | 435 pc (1419 Lj.)     | B2V                   |
|   | HR 3513                   | 5,867       | 211 pc (688.14 Lj.)   | G8III                 |
|   | HR 3402                   | 5,944       | 207 pc (674.66 Lj.)   | A1V + G/KIII          |

### Veränderliche Sterne
| Stern | Größe (mag)  | Periode   | Typ                 |
| ----- | ------------ | --------- | ------------------- |
| T     | 6,2 bis 15,5 | 0,08 Tage | Wiederkehrende Nova |

T Pyxidis ist eine 6000–10000 Lichtjahre entfernte wiederkehrende Nova mit Ausbrüchen in den Jahren 1890, 1902, 1920, 1944, 1966 und 2011.

### Deep-Sky-Objekte
| NGC  | sonstige | Größe | Typ                  | Name |
| ---- | -------- | ----- | -------------------- | ---- |
| 2613 |          | 10,4m | Galaxie              |      |
| 2627 |          | 8,4m  | Offener Sternhaufen  |      |
| 2658 |          | 9,2m  | Offener Sternhaufen  |      |
| 2818 |          | 8,2m  | Planetarischer Nebel |      |